# Giải vô địch bóng đá U-17 thế giới 1997
Giải vô địch bóng đá U-17 thế giới 1997 là giải đấu lần thứ 7 được tổ chức tại các thành phố Cairo, Ismailia, Alexandria và Port Said ở Ai Cập từ ngày 4 đến ngày 21 tháng 9 năm 1997. Các cầu thủ sinh sau ngày 1 tháng 1 năm 1980 đủ điều kiện tham gia giải đấu này.

## Địa điểm
| Cairo                            | Port Said              | Alexandria              | Ismailia              |
| -------------------------------- | ---------------------- | ----------------------- | --------------------- |
| Sân vận động quốc tế Cairo       | Sân vận động Port Said | Sân vận động Alexandria | Sân vận động Ismailia |
| Sức chứa: 74,100                 | Sức chứa: 22,000       | Sức chứa: 20,000        | Sức chứa: 16,500      |
|                                  |                        |                         |                       |
| CairoPort SaidAlexandriaIsmailia |                        |                         |                       |

## Đội tuyển
| Liên đoàn                         | Giải đấu loại                                 | Các đội tuyển vượt qua vòng loại |
| --------------------------------- | --------------------------------------------- | -------------------------------- |
| AFC (châu Á)                      | Giải vô địch bóng đá U-17 châu Á 1996         | Oman · Thái Lan · Bahrain        |
| CAF (châu Phi)                    | Chủ nhà                                       | Ai Cập                           |
| CAF (châu Phi)                    | Giải vô địch bóng đá U-17 châu Phi 1997       | Mali · Ghana                     |
| CONCACAF (Bắc, Trung Mỹ & Caribe) | Giải vô địch bóng đá U-17 CONCACAF 1996       | México · Hoa Kỳ · Costa Rica     |
| CONMEBOL (Nam Mỹ)                 | Giải vô địch bóng đá U-17 Nam Mỹ 1997         | Brasil · Argentina · Chile       |
| OFC (châu Đại Dương)              | Giải vô địch bóng đá U-17 châu Đại Dương 1997 | New Zealand                      |
| UEFA (châu Âu)                    | Giải vô địch bóng đá U-16 châu Âu 1997        | Tây Ban Nha · Áo · Đức           |

## Vòng bảng

### Bảng A
| Đội      | ST | T | H | B | BT | BB | HS | Đ |
| -------- | -- | - | - | - | -- | -- | -- | - |
| Đức      | 3  | 2 | 1 | 0 | 5  | 1  | 4  | 7 |
| Ai Cập   | 3  | 1 | 2 | 0 | 5  | 4  | 1  | 5 |
| Chile    | 3  | 1 | 1 | 1 | 7  | 4  | 3  | 4 |
| Thái Lan | 3  | 0 | 0 | 3 | 4  | 12 | -8 | 0 |

| Ai Cập                     | 3–2      | Thái Lan                    |
| -------------------------- | -------- | --------------------------- |
| Belal 16', 46' · Arabi 65' | Chi tiết | Tongdee 30' · Suksomkit 67' |

| Chile | 0–1      | Đức       |
| ----- | -------- | --------- |
|       | Chi tiết | Adzic 81' |

| Ai Cập   | 1–1      | Chile          |
| -------- | -------- | -------------- |
| Abou 37' | Chi tiết | Villalobos 69' |

| Thái Lan | 0–3      | Đức                                  |
| -------- | -------- | ------------------------------------ |
|          | Chi tiết | Deisler 27' · Kehl 63' · Hofmann 84' |

| Ai Cập  | 1–1      | Đức      |
| ------- | -------- | -------- |
| Ezz 66' | Chi tiết | Auer 76' |

| Thái Lan                     | 2–6      | Chile                                                                               |
| ---------------------------- | -------- | ----------------------------------------------------------------------------------- |
| Matong 45+2' · Suksomkit 82' | Chi tiết | Viveros 41', 62' · Maldonado 52' (ph.đ.) · Mirosević 67' · Alvarez 83' · Zuniga 89' |

### Bảng B
| Đội         | ST | T | H | B | BT | BB | HS  | Đ |
| ----------- | -- | - | - | - | -- | -- | --- | - |
| Tây Ban Nha | 3  | 3 | 0 | 0 | 17 | 2  | 15  | 9 |
| Mali        | 3  | 2 | 0 | 1 | 7  | 2  | 5   | 6 |
| México      | 3  | 1 | 0 | 2 | 8  | 6  | 2   | 3 |
| New Zealand | 3  | 0 | 0 | 3 | 0  | 22 | -22 | 0 |

| New Zealand | 0–4      | Mali                                          |
| ----------- | -------- | --------------------------------------------- |
|             | Chi tiết | Guindo 33' · Mah. Diarra 64' · Keita 70', 88' |

| México                    | 2–3      | Tây Ban Nha                         |
| ------------------------- | -------- | ----------------------------------- |
| Arce 66' · Santibanez 66' | Chi tiết | David 14', 84' (ph.đ.) · Mateos 31' |

| New Zealand | 0–5      | México                                                       |
| ----------- | -------- | ------------------------------------------------------------ |
|             | Chi tiết | Martinez 12' · Salcedo 32' · Gomez 41', 47' · Santibanez 85' |

| Mali | 0–1      | Tây Ban Nha |
| ---- | -------- | ----------- |
|      | Chi tiết | David 85'   |

| New Zealand | 0–13     | Tây Ban Nha |
| ----------- | -------- | --- |
|             | Chi tiết | Sanchez 23', 29' · Mateos 28', 64' · Sergio 36' (ph.đ.) · David 43', 45+3', 47', 49' · Royo 62' · Ander 71' · Corona 87' · Lopez 90+1' |

| Mali                              | 3–1      | México    |
| --------------------------------- | -------- | --------- |
| D. Coulibaly 40' · Keita 54', 85' | Chi tiết | Perez 64' |

### Bảng C
| Đội    | ST | T | H | B | BT | BB | HS  | Đ |
| ------ | -- | - | - | - | -- | -- | --- | - |
| Brasil | 3  | 3 | 0 | 0 | 13 | 1  | 12  | 9 |
| Oman   | 3  | 2 | 0 | 1 | 8  | 4  | 4   | 6 |
| Hoa Kỳ | 3  | 1 | 0 | 2 | 4  | 7  | -3  | 3 |
| Áo     | 3  | 0 | 0 | 3 | 1  | 14 | -13 | 0 |

| Oman                                               | 4–0      | Hoa Kỳ |
| -------------------------------------------------- | -------- | ------ |
| Al-Harbi 15' · J. Al-Mukhaini 39' · Saleh 46', 52' | Chi tiết |        |

| Áo | 0–7      | Brasil |
| -- | -------- | --- |
|    | Chi tiết | Diogo 8' · Fábio Pinto 13' · Geovani 16' · Ferrugem 38' · Matuzalem 44' · Ronaldinho 75' (ph.đ.) · Anailson 85' (ph.đ.) |

| Oman                           | 3–1      | Áo            |
| ------------------------------ | -------- | ------------- |
| Nairooz 18' · Saleh 45+1', 69' | Chi tiết | Ziervogel 74' |

| Hoa Kỳ | 0–3      | Brasil                                   |
| ------ | -------- | ---------------------------------------- |
|        | Chi tiết | Jorginho 66' · Adiel 85' · Matuzalem 90' |

| Oman      | 1–3      | Brasil                                       |
| --------- | -------- | -------------------------------------------- |
| Saleh 53' | Chi tiết | Jorginho 50' · Fábio Pinto 66' · Geovani 84' |

| Hoa Kỳ                                     | 4–0      | Áo |
| ------------------------------------------ | -------- | -- |
| Rupsis 6' · Twellman 56', 67' · Totten 82' | Chi tiết |    |

### Bảng D
| Đội        | ST | T | H | B | BT | BB | HS | Đ |
| ---------- | -- | - | - | - | -- | -- | -- | - |
| Ghana      | 3  | 2 | 1 | 0 | 7  | 1  | 6  | 7 |
| Argentina  | 3  | 2 | 1 | 0 | 3  | 0  | 3  | 7 |
| Bahrain    | 3  | 1 | 0 | 2 | 4  | 8  | -4 | 3 |
| Costa Rica | 3  | 0 | 0 | 3 | 1  | 6  | -5 | 0 |

| Argentina | 0–0      | Ghana |
| --------- | -------- | ----- |
|           | Chi tiết |       |

| Costa Rica   | 1–3      | Bahrain                                       |
| ------------ | -------- | --------------------------------------------- |
| Esquivel 67' | Chi tiết | Al-Dosari 64' (ph.đ.) · Amer 79' · Rashed 84' |

| Argentina    | 1–0      | Costa Rica |
| ------------ | -------- | ---------- |
| Galletti 59' | Chi tiết |            |

| Ghana                                                      | 5–1      | Bahrain  |
| ---------------------------------------------------------- | -------- | -------- |
| Eku 5' · Ansah 8' · Afriyie 52' · A. Quaye 77' · Abbey 89' | Chi tiết | Amer 71' |

| Argentina                   | 2–0      | Bahrain |
| --------------------------- | -------- | ------- |
| Marchant 42' · Marchano 72' | Chi tiết |         |

| Ghana                     | 2–0      | Costa Rica |
| ------------------------- | -------- | ---------- |
| A. Quaye 12' · Coffie 61' | Chi tiết |            |

## Vòng đấu loại trực tiếp
|  | Tứ kết                  | Tứ kết             |                       |       | Bán kết       | Bán kết       |  |  | Chung kết | Chung kết |
|  |                         |                    |                       |       |               |               |  |  |           |           |
|  | 14 tháng 9 - Alexandria |                    |                       |       |               |               |  |  |           |           |
|  |                         |                    |                       |       |               |               |  |  |           |           |
|  | Brasil                  | 2                  |                       |       |               |               |  |  |           |           |
|  | Brasil                  | 2                  | 18 tháng 9 - Ismailia |       |               |               |  |  |           |           |
|  | Argentina               | 0                  |                       |       |               |               |  |  |           |           |
|  | Argentina               | 0                  | Đức                   | 0     |               |               |  |  |           |           |
|  | 14 tháng 9 - Cairo      |                    | Đức                   | 0     |               |               |  |  |           |           |
|  |                         | Brasil             | 4                     |       |               |               |  |  |           |           |
|  | Đức                     | Brasil             | 4                     | 0 (4) |               |               |  |  |           |           |
|  | Đức                     |                    | 21 tháng 9 - Cairo    | 0 (4) |               |               |  |  |           |           |
|  | Mali                    | 0 (3)              |                       |       |               |               |  |  |           |           |
|  | Mali                    | 0 (3)              | Brasil                | 2     |               |               |  |  |           |           |
|  | 15 tháng 9 - Port Said  |                    | Brasil                | 2     |               |               |  |  |           |           |
|  |                         | Ghana              | 1                     |       |               |               |  |  |           |           |
|  | Ghana                   | Ghana              | 1                     | 4     |               |               |  |  |           |           |
|  | Ghana                   | 18 tháng 9 - Cairo |                       | 4     |               |               |  |  |           |           |
|  | Oman                    | 1                  |                       |       |               |               |  |  |           |           |
|  | Oman                    | 1                  | Ghana                 | 2     |               |               |  |  |           |           |
|  | 15 tháng 9 - Ismailia   |                    | Ghana                 | 2     |               |               |  |  |           |           |
|  |                         | Tây Ban Nha        | 1                     |       | Tranh hạng ba | Tranh hạng ba |  |  |           |           |
|  | Tây Ban Nha             | Tây Ban Nha        | 1                     | 2     | Tranh hạng ba | Tranh hạng ba |  |  |           |           |
|  | Tây Ban Nha             |                    | 21 tháng 9 - Cairo    | 2     |               |               |  |  |           |           |
|  | Ai Cập                  | 1                  |                       |       |               |               |  |  |           |           |
|  | Ai Cập                  | 1                  | Tây Ban Nha           | 2     |               |               |  |  |           |           |
|  |                         |                    |                       |       |               |               |  |  |           |           |
|  | Đức                     | 1                  |                       |       |               |               |  |  |           |           |
|  | Đức                     | 1                  |                       |       |               |               |  |  |           |           |

### Tứ kết
| Brasil               | 2–0      | Argentina |
| -------------------- | -------- | --------- |
| Fábio Pinto 44', 83' | Chi tiết |           |

| Đức                                   | 0–0 (s.h.p.) | Mali                                             |
| ------------------------------------- | ------------ | ------------------------------------------------ |
|                                       | Chi tiết     |                                                  |
| Loạt sút luân lưu                     |              |                                                  |
| Adzic · Deisler · Miedl · Truckenbrod | 4–3          | Y. Coulibaly · Camara · Guindo · Karambe · Keita |

| Ghana                                                            | 4–1      | Oman        |
| ---------------------------------------------------------------- | -------- | ----------- |
| Al-Mukhaini 25' (l.n.) · Coffie 42' · Afriyie 79' · A. Quaye 88' | Chi tiết | Al-Amri 57' |

| Tây Ban Nha              | 2–1      | Ai Cập    |
| ------------------------ | -------- | --------- |
| Sergio 28' · Camacho 66' | Chi tiết | Belal 31' |

### Bán kết
| Brasil                                                          | 4–0      | Đức |
| --------------------------------------------------------------- | -------- | --- |
| Adiel 4' · Geovanie 85' · Ferrugem 86' · Ronaldinho 88' (ph.đ.) | Chi tiết |     |

| Tây Ban Nha | 1–2      | Ghana                    |
| ----------- | -------- | ------------------------ |
| Sousa 35'   | Chi tiết | Attram 47' · Afriyie 79' |

### Tranh hạng ba
| Đức               | 1–2      | Tây Ban Nha                         |
| ----------------- | -------- | ----------------------------------- |
| Adzic 59' (ph.đ.) | Chi tiết | Ander 30' · David Sousa 85' (ph.đ.) |

### Chung kết
| Brasil                     | 2–1      | Ghana       |
| -------------------------- | -------- | ----------- |
| Matuzalem 63' · Andrey 87' | Chi tiết | Afriyie 39' |

## Vô địch
| Giải vô địch bóng đá trẻ thế giới 1997 |
| -------------------------------------- |
| · Brasil · Lần thứ 1                   |

## Cầu thủ bóng đá
David của Tây Ban Nha đã giành giải thưởng Chiếc giày vàng khi ghi được 7 bàn thắng. Tổng cộng có 117 bàn thắng được ghi bởi 73 cầu thủ khác nhau, trong đó chỉ có một bàn được ghi là phản lưới nhà.
7 bàn
- David

5 bàn
- Hashim Saleh

4 bàn
- Fábio Pinto
- Owusu Afriyie
- Seydou Keita

3 bàn
- Geovanni
- Matuzalem
- Ahmed Belal
- Awule Quaye
- Miguel Mateos Rego

2 bàn
- Yaser Amer
- Adiel
- Ferrugem
- Jorginho
- Ronaldinho
- Juan Francisco Viveros
- Silvio Adzic
- Michael Coffie
- Edwin Santibanez
- Omar Gomez
- Ander
- David Sousa
- Ivan Sanchez
- Sergio Santamaría
- Sutee Suksomkit
- Taylor Twellman

1 bàn
- Julio Marchant
- Luciano Galletti
- Mauro Marchano
- Alexander Ziervogel
- Rashid Al-Dosari
- Salah Rashed
- Andrey
- Anailson
- Diogo
- Alonso Zuniga
- Claudio Maldonado
- Cristian Alvarez
- Manuel Villalobos
- Milovan Mirošević
- Juan Bautista Esquivel
- Eid Ezz
- Mahmoud Arabi
- Saleh Abou
- Benjamin Auer
- Sebastian Deisler
- Sebastian Kehl
- Steffen Hofmann
- Aziz Ansah
- Godwin Attram
- Johnson Eku
- Wisdom Abbey
- Aboubacar Guindo
- Drissa Coulibaly
- Mahamadou Diarra
- Fernando Arce
- Luis Ernesto Pérez
- Ricardo Mauricio Martínez
- Saul Salcedo
- Juma Al-Mukhaini
- Mohsin Al-Harbi
- Rahdwan Nairooz
- Saleh Al-Amri
- Corona
- Ivan Lopez
- Ivan Royo
- Juanjo Camacho
- Montree Matong
- Tom Tongdee
- Charles Rupsis
- Steven Totten

Bàn phản lưới nhà
- Mahfoudh Al-Mukhaini (trong trận gặp Ghana)

## Bảng xếp hạng giải đấu
| VT                  | Đội         | ST | T | H | B | BT | BB | HS  | Đ  |
| ------------------- | ----------- | -- | - | - | - | -- | -- | --- | -- |
| 1                   | Brasil      | 6  | 6 | 0 | 0 | 21 | 2  | +19 | 18 |
| 2                   | Ghana       | 6  | 4 | 1 | 1 | 14 | 5  | +9  | 13 |
| 3                   | Tây Ban Nha | 6  | 5 | 0 | 1 | 22 | 6  | +16 | 15 |
| 4                   | Đức         | 6  | 2 | 2 | 2 | 6  | 7  | –1  | 8  |
| Bị loại ở tứ kết    |             |    |   |   |   |    |    |     |    |
| 5                   | Mali        | 4  | 2 | 1 | 1 | 7  | 2  | +5  | 7  |
| 6                   | Argentina   | 4  | 2 | 1 | 1 | 3  | 2  | +1  | 7  |
| 7                   | Oman        | 4  | 2 | 0 | 2 | 9  | 8  | +1  | 6  |
| 8                   | Ai Cập      | 4  | 1 | 2 | 1 | 6  | 6  | 0   | 5  |
| Bị loại ở vòng bảng |             |    |   |   |   |    |    |     |    |
| 9                   | Chile       | 3  | 1 | 1 | 1 | 7  | 4  | +3  | 4  |
| 10                  | México      | 3  | 1 | 0 | 2 | 8  | 6  | +2  | 3  |
| 11                  | Hoa Kỳ      | 3  | 1 | 0 | 2 | 4  | 7  | –3  | 3  |
| 12                  | Bahrain     | 3  | 1 | 0 | 2 | 4  | 8  | –4  | 3  |
| 13                  | Costa Rica  | 3  | 0 | 0 | 3 | 1  | 6  | –5  | 0  |
| 14                  | Thái Lan    | 3  | 0 | 0 | 3 | 4  | 12 | –8  | 0  |
| 15                  | Áo          | 3  | 0 | 0 | 3 | 1  | 14 | –13 | 0  |
| 16                  | New Zealand | 3  | 0 | 0 | 3 | 0  | 22 | –22 | 0  |